# Fiasko (Stanisław Lem)
Das Werk Fiasko von 1986 zählt zu den realistischen, nicht märchenhaften Science-Fiction-Romanen von Stanisław Lem, in denen er versucht, ein mögliches Szenario einer wissenschaftlich weit fortgeschrittenen Zukunft der Menschheit zu schildern. Fiasko ist ein groß angelegter Roman, ein Spätwerk des Autors, mit einem Handlungsstrang, der mehrmals von kleinen farbenreichen Erzählungen, Rückblicken und wissenschaftlichen Essays unterbrochen wird.
Der Roman entstand als Auftragsarbeit für den S. Fischer Verlag während Lems durch das Kriegsrecht bedingter Emigration aus Polen. Lem sagt, es sei das einzige Mal, dass er einen solchen Vorschuss entgegengenommen habe, zumal noch ohne eine „Idee“ für die Handlung.

## Handlung
Die Hauptgeschichte zerfällt in zwei hundert Jahre auseinanderliegende Abschnitte.
Der erste spielt in nicht allzu ferner Zukunft, in der die Menschen erste noch unfertige Raketenlandeplätze und Versorgungseinrichtungen auf dem Saturnmond Titan errichten. Das tektonisch äußerst komplexe Gebiet zwischen den Stationen wird zur Falle für einige Raumfahrer, die mit „Diglatoren“ genannten Großschreitern – Dutzende Meter hohen, von einem Piloten gesteuerten humanoiden Robotern – den Weg zur Nachbarstation versuchen. Darunter befindet sich auch die aus Lems Kurzgeschichten bekannte Figur des Piloten Pirx. Bei einem anschließenden Rettungsversuch wird auch die Erzählperson des ersten Teils des Romans, der Pilot Angus Parvis, mit seinem Diglator Opfer von „Birnhams Wald“ – einer Gegend, in der chemische Prozesse schnellwachsende Feststoffgebilde erzeugen, die aufgrund ihres Eigengewichts zusammenstürzen. Als er die Ausweglosigkeit seiner Situation erkennt, entscheidet er sich für den Tod durch die Vitrifizierung, einer Art Schockfrostung – in der vagen Hoffnung, von einer späteren Generation mit weiterentwickelten medizinischen Fähigkeiten wieder zum Leben erweckt werden zu können.
Der zweite Teil des Romans findet nun – hundert Jahre später – in dieser futuristischen Welt statt. Die in Physik, Raumfahrt und Medizin weit fortgeschrittene Menschheit ist tatsächlich in der Lage, die in den Diglatoren ums Leben gekommenen Menschen zumindest in einer Person wiederzubeleben. Die Menschheit der Zukunft hat ein enormes technologisches Potenzial erreicht und ist gerade dabei, eine große Raumfahrtexpedition zu starten, deren Ziel es ist, erstmals Kontakt zu einem Planeten aufzunehmen, auf dem man Anzeichen intelligenten Lebens vermutet. Unter Aufbietung der ‚sideralen Technik‘ (einer Art von Astroingenieurskunst) und eigentlich unvorstellbaren navigatorischen Kunstgriffen, deren Beschreibung durch Lem dennoch den Anschein der Konformität mit den Naturgesetzen und der physikalischen Machbarkeit suggeriert, überwinden sie die Abgründe an Raum und Zeit, die zwischen den Zivilisationen liegen. Sie benutzen die zumindest heute denkbare Möglichkeit der Zeitverzerrung in der Nähe rotierender Schwarzer Löcher. Ein Unterkommando wird mit einem Beiboot losgeschickt, um den Kontakt mit der ‚Quinta‘ (so der Name des Planeten) herzustellen. Im Zielsystem angekommen, glauben sie, dass sie dort auf zwei äußerst feindselige Parteien treffen, die sich in einem schon Jahrhunderte währenden Rüstungswettlauf befinden. Bei der Planung und Durchführung ihrer Kontaktaufnahme werden sie, auch unter Einsatz ihrer kybernetisch finalen Generation von Computern, von den Bewohnern des Planeten ignoriert und später sogar angegriffen (wobei hier eine ins System eindringende Landefähre der Menschen attackiert wird). Als die Menschen begreifen, dass der Kontakt, den sie (mit dem derart hohen Einsatz, den die Expedition gekostet hat) herstellen wollten, nicht gestattet wird, beginnen sie ihn mit brutalen Maßnahmen zu erzwingen. Sie versuchen mit einem Lunoklasmus, der Zerstörung des dortigen Mondes, ihre Überlegenheit zu demonstrieren.
Nach weiteren Kontaktversuchen versuchen die Bewohner des Planeten, die Menschen in eine Falle zu locken. Diese sind allerdings gut vorbereitet, denn sie hatten mit einer Falle gerechnet. Sie senden eine automatisierte Attrappe ihres Raumschiffs auf den Planeten. Als diese erwartungsgemäß angegriffen wird, üben die Menschen Vergeltung, indem sie einen gigantischen künstlichen Eisring, der um den Planeten verläuft, zerstören und so für eine Klimakatastrophe auf dem Planeten sorgen.
Durch das Verhalten der Menschen – sie erpressen den Planeten – werden die Bewohner schließlich zu der Einwilligung gezwungen, dass ein einziger Gesandter den Planeten betreten darf. Es handelt sich um den wiederbelebten Piloten aus dem ersten Teil des Buches. Weil dieser nach der Landung in Untersuchungen vertieft ist und darüber vergisst, sich im vereinbarten 100-Minuten-Rhythmus bei der Expedition zu melden, nimmt diese an, dass der Pilot attackiert wurde, und zerstört mit Hilfe eines riesigen Lasers den vermuteten Stützpunkt der ‚Gegner‘. Da sich der Pilot zu diesem Zeitpunkt genau dort aufhält, nimmt er das eben erkannte Wissen über die Bewohner mit in den Tod. Die Bevölkerung des Planeten bestand, entgegen jeglicher Vorstellung der Menschen, aus stationären, hüttengroßen Organismen, die unterirdisch miteinander verbunden waren. Da die Menschen der Expedition ausschließlich nach sich bewegenden Objekten gesucht hatten, konnten sie die wahre Identität der Bevölkerung nicht erkennen.
Bis zum Ende des Buches erfährt der Leser nicht, ob es sich bei dem wiederbelebten Piloten aus der Vergangenheit um Parvis oder Pirx handelt.

## Personen
Neben der Erzählperson des Piloten Mark Tempe (alias Pirx oder Parvis) sind wenige Personen an Gesprächen über den Sinn der Expedition beteiligt. Sie sind Stereotype ihres jeweiligen Berufs, ein Physiker, der Expeditionsleiter, Kybernetiker, Mediziner, und mit besonderer Bedeutung Pater Arago, ein Abgesandter des Heiligen Stuhls an Bord eines Raumschiffs, der quasi als moralische Instanz und Kritiker der ganzen Unternehmung fungiert.

## Kritik
- Walter Udo Everlien: „Der deutsche Titel des Romans ist Programm: Einen ‚umfassenden Mißerfolg‘ erlebt nicht nur die Besatzung des irdischen Raumschiffs Eurydike, das aufbricht, Kontakt zur ersten entdeckten extraterrestrischen Zivilisation aufzunehmen; auch diese Zivilisation, durch einen Kalten Krieg globalen Ausmaßes gelähmt, hat sich in eine wohl unüberwindliche Sackgasse manövriert. […] Das SDI genannte Konzept der Militarisierung des Weltraums hat Lem hier konsequent zu Ende  gedacht, indem er darauf hinweist, daß eine Rüstungskontrolle unter einander nicht vertrauenden Blöcken spätestens dort unmöglich wird, wo sie der Nachprüfbarkeit entzogen wird: etwa im Weltraum. Spätestens in diesen Szenen wird klar, daß Lem in seinem Roman nicht nur die Problematik der Kontaktaufnahme mit den Aliens thematisiert, sondern ihm auch an einer Fortschreibung der gegenwärtig auf der Erde diskutierten militärischen Situation gelegen ist.“[3]
- Karsten Kruschel: „Die Quinta, die man da gefunden hat, stellt ein Spiegelbild der Erde dar. Der Erde, wie sie werden wird, wenn sich die Menschheit gewisse Pläne gefallen läßt: ein von einem unentwirrbaren Netz von Kampf-, Spionage- und Tarnsatelliten umsponnener Planet, für den jede winzige Erschütterung der empfindlichen Gleichgewichte des Schreckens und der Kampfpotentiale zur Katastrophe wird. […] Hier führt Lem nicht mehr nur vor, was diese Erde erwartet, wenn der Rüstungswahnsinn nicht gestoppt wird – er legt nüchtern und logisch und in einer spannend geschriebenen Geschichte dar, daß Verständigung und Rüstung einander ausschließende Dinge sind. […] Wieder einmal hat Lem bewiesen, daß Science fiction sehr wohl in der Lage ist, brennende Menschheitsfragen auf eine Art darzustellen, die anderer Literatur nicht möglich ist.“[4]
- Rachel Pollack: „So bleibt also zu sagen, daß Fiasko zwar mit Erfolg die Wunsch- und Wahnvorstellungen und die Neigung zu Gewalt beim Menschen schildert, daß es jedoch in nahezu sämtlichen anderen Belangen enttäuscht […] Die endlosen Seiten mit technischen Erklärungen, Hypothesen und möglichen Theorien usw. verwirren angenehm, aber sie betäuben den Leser. Lem gilt im Allgemeinen nicht als Hard-science-Autor, doch seine Beschreibungen übertreffen die der meisten Fachautoren auf dem Gebiet.“[5]

## Ausgaben
- Erstausgabe: Fiasko. Übersetzung von Hubert Schumann. S. Fischer, Frankfurt am Main 1986, ISBN 978-3100433022.
- DDR-Ausgabe: Das Fiasko. Übersetzung von Hubert Schumann. Verlag Volk und Welt, Berlin 1987, ISBN 3-353-00158-1.
- Polnische Ausgabe: Fiasko. Wydawnictwo Literackie, Kraków 1999, ISBN 83-08-03008-4.
- Neuausgabe: Fiasko. Übersetzung von Hubert Schumann. Suhrkamp, Frankfurt/M. 2000, ISBN 3-518-39674-9.